# Прирітник чорногорлий
Прирітник чорногорлий (Platysteira peltata) — вид горобцеподібних птахів прирітникових (Platysteiridae).

## Поширення
Вид поширений в Анголі, Бурунді, Демократичній Республіці Конго, Кенії, Малаві, Мозамбіку, Сомалі, Південній Африці, Свазіленді, Танзанії, Уганді, Замбії та Зімбабве .